# Робсон, Рэй
Рэй Робсон (англ. Ray Robson; 25 октября 1994, Гуам) — американский шахматист, гроссмейстер (2010), олимпийский чемпион в составе сборной США (2016).
Четырехкратный участник Олимпиад в составе сборной США (2012, 2016, 2018, 2024). Многократный призёр и участник чемпионатов США. Пятикратный чемпион мира по решению задач по версии Chess.com (2020, 2021, 2022, 2023, 2024).

## Биография
Родился на Гуаме. Сразу после рождения семья Робсона переехала во Флориду. Именно во Флориде Рэй научился играть в шахматы, когда ему было всего три года. Отец Рэя преподавал прикладную лингвистику в местном колледже, мать работала в детском саду. Шахматные правила Рэй освоил благодаря отцу, который успешно выступал в любительских соревнованиях.
Робсон стал самым молодым гроссмейстером, когда-либо представлявшим США. Побил рекорд Бобби Фишера как самый молодой гроссмейстер, Рэй Робсон также является самым молодым обладателем престижной стипендии Сэмфорда по шахматам, самым молодым членом сборной США в командном чемпионате мира и самым молодым игроком, когда-либо проходившим отбор на чемпионат США по шахматам.
В 2010 году вышла книга на английском языке «Chess Child: The Story of Ray Robson, America’s Youngest Grandmaster», которую написал отец Рэя. В книге рассказывается история отца и его борьбы за адаптацию к меняющимся потребностям своего ребенка.
Робсон окончил Университет Вебстера.

## Карьера
На Олимпиаде 2012, выступил за сборную США на запасной доске. Команда заняла 5 место, Робсон набрал 5½ очков из 8.
Принял участие в командном чемпионате мира на 4-й доске сборной США. Команда заняла 4-е место из 10. Робсон набрал 3 из 6.
В 2015 году стал вице-чемпионом США, заняв с результатом 7½ из 11, уступив Хикару Накамуре.
На Олимпиаде 2016, выступил за сборную на запасной доске (3 из 5), став олимпийским чемпионом.
Принял участие в командном чемпионате мира на четвертой доске сборной США. Команда заняла 8 место из 10. Робсон набрал 4 очка из 8.
Одержал победу в круговом турнире «Chinggis Invitational IV», который проходил в Улан-Баторе с результатом 7 очков из 9.
На Олимпиаде 2018 снова сыграл на запасной доске. Робсон набрал 3 из 4, завоевав общекомандное серебро.
Одержал победу на турнире «2019 Fall Chess Classic — A» с призовым фондом в 36 000 долларов США, набрав 7 очков из 9, тем самым на 2 очка оторвавшись от второго места.
В 2022 году во второй раз стал вице-чемпионом США с результатом 8 из 13. В ноябре впервые преодолел супергроссмейстерскую рейтинговую отметку 2700.
Одержал победу на турнире Prague International Chess Festival 2023 — Masters, обыграв на тай-брейке Богдана-Даньела Дяка со счетом 1½-½.
На Кубке мира 2023 дошел до 1/16 финала, обыграв Александра Фиера и Абдуллу Гадимбейли со счётом 1½-½. В 3-м раунде уступил Каруане ½-1½.
Принял участие в Кубке США, который проходил по нокаут-системе с двойным выбыванием. В четвертьфинале Робсон выиграл у Леньера Домингеса (2½-1½), в полуфинале — Уэсли Со (3-1), в финале уступил победителю Левону Ароняну со счетом 2½-½. Согласно регламенту, Робсону пришлось играть ещё один матч с Со, как с победителем нижней сетки. Второй матч Робсон уже проиграл (2-4), тем самым пропустив Со в суперфинал.
Одержал победу в круговом турнире «Summer Chess Classic - A», проводимым Saint Louis Chess Club с призовым фондом в 40 000 долларов. Робсон набрал 6 очков из 9.